# Cairnsichthys rhombosomoides
Cairnsichthys rhombosomoides là một loài cá thuộc họ Melanotaeniidae. Nó là loài đặc hữu của Úc.